# Esta tierra es mía (película de 1961)
Esta tierra es mía  es una película en colores de Argentina dirigida por Hugo del Carril sobre el guion de Eduardo Borrás según la novela homónima de José Pavlotzky que se estrenó el 6 de septiembre de 1961 y que tuvo como protagonistas a Hugo del Carril, Mario Soffici, Nelly Meden y Ricardo Castro Ríos.
El Dr. José Pavoltzky, autor de la novela, protestó públicamente “por la total tergiversación del libro, del mensaje de que es portador y de la verdad histórica en que incurre la productora”. 

## Sinopsis
La vida de los trabajadores algodoneros en el Chaco y su lucha por el salario.

## Reparto
- Hugo del Carril	 ...	Laureano Cabral
- Mario Soffici	 ...Anselmi
- Nelly Meden	 ...	Gina
- Ricardo Castro Ríos	 ...	Renato
- Gloria Ferrandiz
- Carlos Olivieri
- César Tiempo
- Raúl del Valle
- Benito Cibrián
- Luis Quiles
- Félix Tortorelli
- Francisco Audenino

## Comentarios
Jorge Miguel Couselo opinó en Clarín:

”Enfoque superficial posponiendo en honor alconvencionalismo de comunes lugares narrativos, la esencia, la hondura, el alegato.”

César Maranghello dijo del filme:

”A del Carril le atrajo esta pintura del sacrificio de colonos y trabajaroes rurales, pero esta vez, la adaptación de Borrás fue deficiente: las dos vertientes del argumento (lo social y lo individual) tuvieron poco o ningún nexo y los hechos de una esfera no influyeron en la otra”. ”

Por su parte Manrupe y Portela escriben:

”Otro tema social encrado con vigor por Del Carril y otra película suya desaprovechada por floja adaptación que da prioridad a lo trivial y melodramático. Algunas escenas aisladas como el motín en una estación de tren son impactantes pero en conjunto, prima un sentimiento de frustración.”